# Christian August von Weddig
Christian August von Weddig (* 27. Februar 1772 in Lüneburg; † 14. Juni 1826 in Bremen) war ein deutscher Offizier und Kommandeur des bremischen Bataillons.

## Herkunft
Weddig stammte aus einer alten Offiziersfamilie, die 1740 in den Adelsstand erhoben wurde. Seine Eltern waren der kurhannoversche Oberstleutnant Alexander Ernst von Weddig (* 1743; † 19. September 1796) und dessen Ehefrau Klare Christine Luise von Krancke (* 30. Oktober 1747; † vor 1816).

## Leben
1790 stand er im Dienste des Kurfürstentums Hannover. An den Feldzügen gegen die französische Republik nahm er teil. 1801 widmete er sich seinem Gut in Morsum in der Grafschaft Hoya. Er wurde 1803 während der französischen Besatzung verfolgt. 1813 stellte er sich dem russischen Generalmajor Friedrich Karl von Tettenborn in den Befreiungskriegen zur Verfügung. Er wurde von ihm und vom Bremer Senat mit der Aufstellung eines Bremer Feldbataillons beauftragt. Bis zu seinem Tod war er als Major der Kommandeur dieser Truppen.

## Familie
Er heiratete am 7. März 1800 in Lunsen Katharina Luise von Ompteda (* 30. August 1768; † 1842). Das Paar hatte mehrere Kinder:
- Ferdinand Alexander (* 20. Januar 1801; † 16. Juli 1827), starb als kaiserlich brasilianischer Oberarzt der Marine
- Alexander Ernst (* 26. Januar 1802; † 1875), königlich hannoverischer Steuerbeamter
- Wolf Alexander (* 7. Mai 1804; † 8. Februar 1833), starb in niederländischen Diensten in Batavia
- Moritz Alexander (* 19. Juni 1805; † in Brasilien)
- Luise Alexandra (* 17. September 1807; † 18. Januar 1808)
- Amaline Alexandrine (* 24. November 1808; † 15. Mai 1878) ⚭ 1848 Albert Philibert Schrenck von Notzing (1800–1877), großherzoglich oldenburgischer Geheimer Oberkammerrat[1]
- Adolf Alexander (* 24. November 1808; † 20. Februar 1876), großherzöglich oldenburgischer Oberst ⚭ 1844 Emilie Katharina von Buschmann (* 14. April 1820; † 4. September 1876), Eltern des preußischen Generalmajors Max Robert Alexander von Weddig